# Mamadou Koulibaly

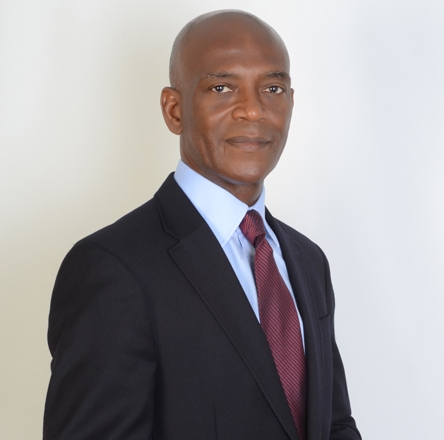
Mamadou Koulibaly, 2014

Mamadou Koulibaly (* 21. April 1957 in Azaguie-Gare) ist ein ivorischer Politiker und ehemaliger Präsident der Nationalversammlung seines Landes (2001–2011). Er ist Vize-Präsident der Front Populaire Ivoirien (FPI), der herrschenden Partei in der Elfenbeinküste.

## Leben
Koulibaly promovierte 1985 in Wirtschaftswissenschaften an der Universität Aix-Marseille und erhielt 1987 die Agrégation in diesem Fach, die Zulassung für obere Posten im Schuldienst.
In der Übergangs-Militärherrschaft von Robert Guéï diente Koulibaly vom 15. Januar bis 18. Mai 2000 als Budgetminister, anschließend bis zum 25. Oktober 2000 als Minister für Wirtschaft und Finanzen. Nach der Präsidentschaftswahl 2000 übernahm er unter Präsident Laurent Gbagbo zusätzlich die Rolle eines Regierungssprechers. Auf diesen Posten verblieb er bis zum 15. Januar 2001. Seit der Parlamentswahl 2000/2001 am 10. Dezember 2000 ist er Abgeordneter von Koumassi, einer der zehn Gemeinden der Landeshauptstadt Abidjan, und seit dem 22. Januar 2001 Président de l’Assemblée Nationale, Präsident der Nationalversammlung.
Koulibaly kritisierte im Februar 2006 die Aktionen der Operation der Vereinten Nationen an der Elfenbeinküste (ONUCI) zum Bürgerkrieg.